# Franz Michelberger
Franz Michelberger (* 28. August 1955 in Saulgau) ist ein ehemaliger deutscher Fußballspieler, der für den FC Bayern München und Kickers Offenbach in der Bundesliga spielte. 

## Karriere

### Vereine
Michelberger begann beim FV Fulgenstadt 1948 e. V. in der gleichnamigen Gemeinde unweit (und seit 1975 Ortsteil) seines Geburtsortes Bad Saulgau im Landkreis Sigmaringen mit dem Fußballspielen, bevor er 1974 einen Vertrag beim FC Bayern München erhielt. Am 22. Februar 1975 (21. Spieltag) kam er bei der 0:1-Niederlage im Auswärtsspiel gegen den 1. FC Köln mit Einwechslung für Franz Roth in der 80. Minute zu seinem Bundesligadebüt. In seiner Premierensaison bestritt er noch zwei weitere Spiele, in der Folgesaison nur noch eins – allesamt durch Einwechslungen geprägt.   
Daraufhin wechselte er zur Saison 1976/77 zum Zweitligisten BSV Schwenningen, für den er in der Staffel Süd vom 14. August 1976 (1. Spieltag) bis 21. Mai 1977 (38. Spieltag) 24 Zweitligaspiele bestritt. Sein erstes Tor als Profi erzielte er am 25. August 1976 (3. Spieltag) bei der 1:6-Niederlage im Auswärtsspiel gegen den SV Darmstadt 98 mit dem Führungstreffer in der 15. Minute.
Danach folgten jeweils drei Spielzeiten beim Ligakonkurrenten Eintracht Trier –  unterbrochen von einer Spielzeit beim französischen Erstligisten Stade Reims, der 1979 als Tabellenletzter in die Division 2 abstieg – und bei Kickers Offenbach. Mit den Kickers stieg er nach seiner zweiten Saison als Meisterschaftszweiter in die Bundesliga auf. In seiner letzten Saison in Deutschland glückten ihm in 30 Spielen sechs Tore. Sein erstes Bundesligator erzielte er am 20. August 1983 (2. Spieltag) beim 4:3-Sieg im Heimspiel gegen Borussia Mönchengladbach mit dem Führungstreffer zum 1:0 in der 21. Minute. Sein letztes Tor gelang ihm am 26. Mai 1984 (34. Spieltag) bei der 1:6-Niederlage im Auswärtsspiel gegen den SV Waldhof Mannheim mit dem Ehrentreffer zum Endstand in der 89. Minute.
Nach 34 Spielen und sechs Toren in der höchsten und 194 Spielen und 51 Toren in der zweithöchsten deutschen Spielklasse ließ Michelberger seine Fußballer-Karriere beim Erstligisten FC Wettingen in der Schweiz nach 25 von 30 Spielen mit Saisonende 1984/85 ausklingen.

### Nationalmannschaft
Michelberger bestritt 13 Spiele für die DFB-Jugendauswahl und erzielte dabei zwei Tore. Er debütierte im Nationaltrikot am 14. September 1973 in Herford beim 1:1-Unentschieden gegen die Auswahl Finnlands, die nur zwei Tage später in Frechen mit 1:0 besiegt wurde – Torschütze: Franz Michelberger. Sein letztes Spiel bestritt er am 3. April 1974 in Pitești bei einer 0:2-Niederlage gegen die Auswahl Rumäniens. Vom 14. bis 19. November nahm er mit der Jugendauswahlmannschaft am Turnier um den Prinz-Albert-Pokal in Monte Carlo teil, den diese im Endspiel gegen die Auswahl Belgiens mit 4:1 im Elfmeterschießen gewann.

## Sonstiges
Franz Michelberger ist Inhaber eines Immobilienunternehmens in Bad Saulgau.